# Upper Takutu-Upper Essequibo
Upper Takutu-Upper Essequibo ist eine Region im Südwesten Guyanas; sie grenzt im Norden an die Region Potaro-Siparuni, im Osten an die Region East Berbice-Corentyne und im Süden und Westen an Brasilien. In der Region liegen die Städte Lethem, Isherton, Good Hope und Surama. Upper Takutu-Upper Essequibo ist die größte und am wenigsten dicht besiedelte Region Guyanas. Das Gebiet ist von der Rupununi-Savanne geprägt, die zwischen dem Rupununi-Fluss und der brasilianischen Grenze liegt.